# Theresa May
Theresa Mary May, baronessa May di Maidenhead, nata Brasier (Eastbourne, 1º ottobre 1956), è una politica britannica, primo ministro del Regno Unito dal 13 luglio 2016 al 24 luglio 2019.
È stata segretario di Stato per gli affari interni dal 2010 fino alla nomina a primo ministro nel 2016, e membro della Camera dei Comuni per il collegio di Maidenhead dal 1997. È identificata come conservatrice uninazionale e caratterizzata da un atteggiamento liberal conservatore.
Ha esercitato varie responsabilità nel governo ombra dell'opposizione tra il 1999 e il 2010, diventando una delle figure di spicco del Partito Conservatore, che ha presieduto dal 2002 al 2003.
Come segretario di Stato per gli affari interni ha guidato la riforma della polizia e adottato politiche restrittive in materia di droga e immigrazione. È stata anche ministro per le donne e l'uguaglianza dal 2010 al 2012, con posizioni politiche più progressiste, promuovendo il matrimonio tra persone dello stesso sesso.
In occasione del referendum sulla permanenza del Regno Unito nell'Unione europea ha appoggiato, seppur timidamente, la permanenza nell'Unione. In seguito alla vittoria della Brexit e alle dimissioni del Primo ministro David Cameron, viene nominata leader dei Tories divenendo la seconda Primo ministro donna del paese dopo Margaret Thatcher. Nel 2017, ha provocato le elezioni generali anticipate, in cui il Partito Conservatore pur rimanendo la principale forza politica del paese, ha perso la maggioranza assoluta nella Camera dei comuni. Ha guidato i negoziati per l'uscita del Regno Unito dall'Unione europea ("Brexit"), che nel 2018 hanno portato a due crisi politiche.
Nel 2019, non riuscendo a fare adottare dai Comuni il suo accordo per la Brexit, dopo averne rinviato la data, ormai in crisi di fiducia da parte della sua maggioranza, ha lasciato la guida del Partito Conservatore, dimettendosi quindi da Primo ministro in seguito all'elezione di Boris Johnson a capo del partito. È stata rieletta come parlamentare nelle elezioni generali anticipate tenutesi lo stesso anno.

## Biografia
Nata a Eastbourne, nel Sussex, Theresa May ha studiato geografia al St Hugh's College di Oxford. Fin dai primi anni fu coinvolta nelle attività parrocchiali dell'Oxfordshire, dove il padre, il reverendo Hubert Brasier, era pastore vicario della Chiesa d'Inghilterra. Dal 1977 al 1983 ha lavorato presso la Banca d'Inghilterra e dal 1985 al 1997 all'Agenzia delle Entrate britannica, fungendo anche da consigliere per il borgo di Londra chiamato Merton.
Dopo alcuni tentativi falliti per l'elezione alla Camera dei Comuni nel 1992 e nel 1994, fu eletta deputata per Maidenhead alle elezioni generali del 1997. Theresa May ricoprì diversi ruoli nei governi ombra di William Hague, Iain Duncan Smith, Michael Howard e David Cameron, tra cui Leader ombra della Camera dei Comuni e Ministro ombra per il Lavoro e le Pensioni. Fu anche presidente del Partito Conservatore dal 2002 al 2003.

## Carriera politica

### Ministro di David Cameron
Dopo la formazione del governo di coalizione a seguito delle elezioni generali nel Regno Unito del 2010, Theresa May fu nominata Segretario di Stato per gli affari interni e Ministro per le Donne e le Pari Opportunità; da quest'ultimo ruolo si dimise nel 2012. Rimase in carica dopo la vittoria dei conservatori alle elezioni del 2015, e divenne il Segretario degli affari interni che detenne maggiormente la carica fin dal periodo di James Chuter Ede 60 anni prima; perseguì una politica di riforma della polizia, con una linea più intransigente sulle droghe e introdusse restrizioni all'immigrazione.

### Primo ministro

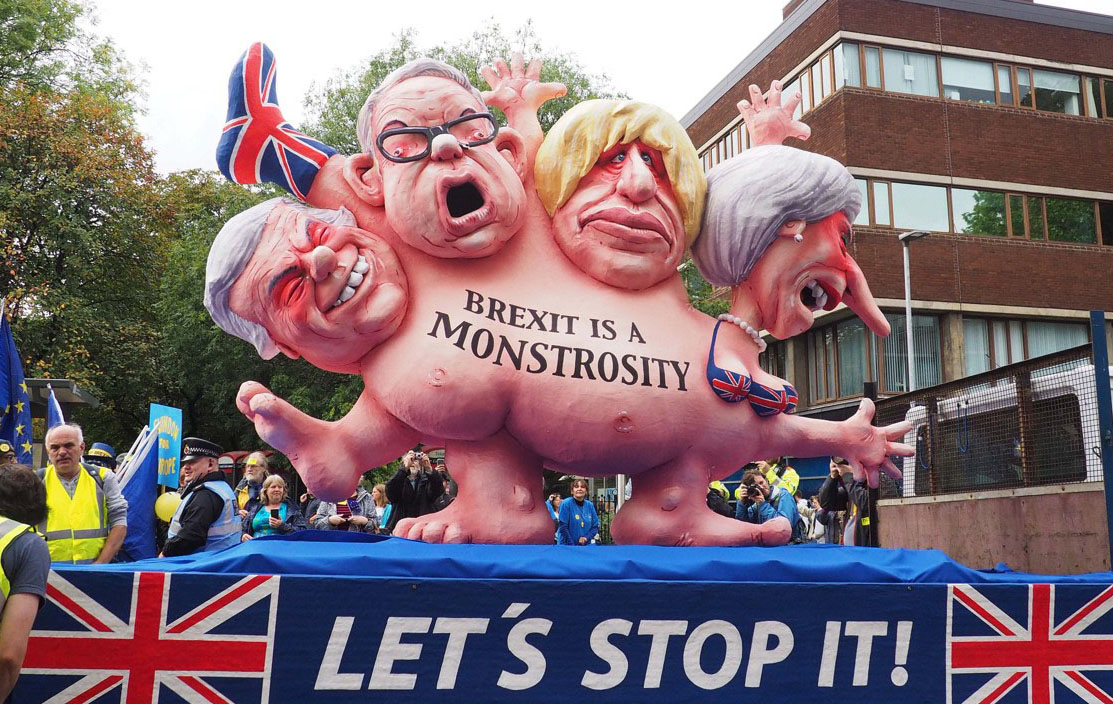
Manifestazione contro la Brexit - carro con le quattro teste di David Davis, Michael Gove, Boris Johnson e Theresa May.

All'annuncio delle dimissioni di David Cameron in seguito alla sconfitta nel referendum del 23 giugno 2016 sulla permanenza del Regno Unito nell'Unione europea, Theresa May si candidò ufficialmente alle primarie del Partito Conservatore il 30 giugno 2016. Dopo un primo scrutinio tra i parlamentari Tory, emerse come la più votata, seguita da Andrea Leadsom, la quale si ritirò l'11 luglio. La May rimase l'unica candidata alla carica di leader e, quindi, di Primo ministro, diventando la seconda donna di sempre a ricoprire la carica dopo Margaret Thatcher, eletta nel 1979.
Dopo le elezioni generali del 2017 si è confermata Primo ministro, benché i conservatori non abbiano conseguito la maggioranza assoluta dei seggi; il governo May II si è così formato a seguito di un accordo con il Partito Unionista Democratico. Il 24 maggio 2019 annunciò in diretta mondiale e con la voce incrinata dalla commozione le sue dimissioni. Lasciò formalmente l'incarico il 24 luglio 2019.

## Post-premierato
Dopo avere lasciato 10 Downing Street, May ha preso posto come backbencher, rimanendo un parlamentare "dedicandosi a tempo pieno" al suo collegio elettorale di Maidenhead. Alle elezioni generali del 2019 è stata rieletta deputata del collegio elettorale.
Il 30 settembre, May ha divulgato, al Festival letterario di Henley nell'Oxfordshire, che stava "pensando di scrivere un libro", dicendo "Mi è stato suggerito che le persone coinvolte in eventi significativi dovrebbero scrivere su di loro in modo che gli storici possano guardare indietro e vedere cosa pensavano quelli che erano al centro degli eventi, perché prendevano decisioni e così via ". Quando è stata intervistata, ha ammesso di non aver letto il libro di memorie For the Record del suo predecessore David Cameron. Ha anche affermato di non avere "rimpianti" per la sua carriera politica.
Il 9 settembre 2022 tiene un discorso alla Camera dei Comuni in memoria della Regina Elisabetta II.

## Posizioni

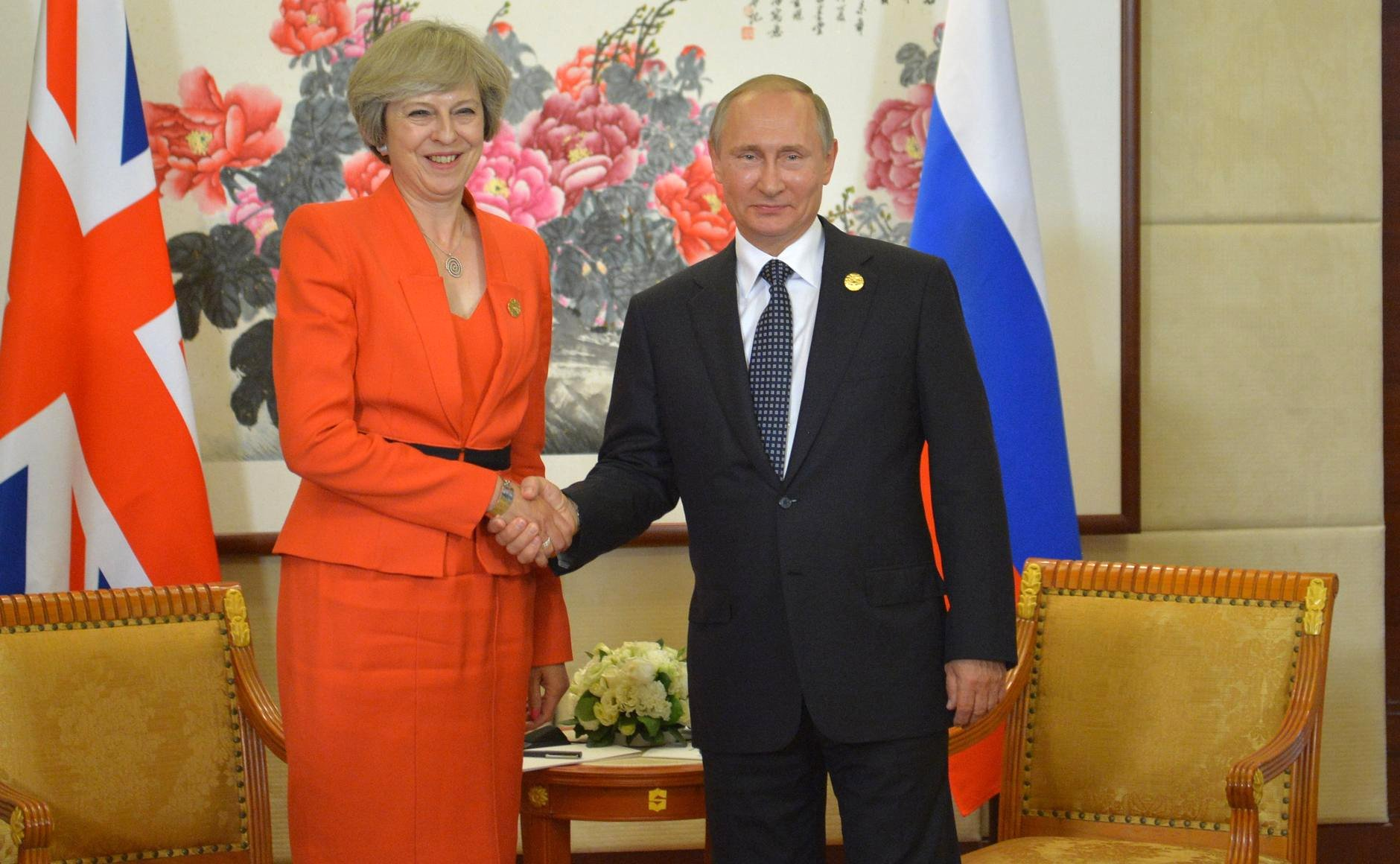
Theresa May e il presidente russo Vladimir Putin al G20 del 2016 di Hangzhou.

Theresa May si identifica nel conservatorismo uninazionale nel Partito Conservatore.
Il Financial Times la descrive come un politico conservatore liberale e non ideologico con un lato spietato, che fa il suo lavoro confrontandola con Angela Merkel. Per The Independent, è decisamente più conservatrice, più anti-immigrazione e più isolazionista di Boris Johnson.
Theresa May sostiene il mantenimento del Regno Unito nell'Unione europea nel referendum del 2016, ma senza campagne e critiche su alcuni aspetti dell'UE 69,70. I giornalisti politici ritengono che questo impegno minimo nel dibattito sia stato scelto al fine di rafforzare la sua posizione in una futura elezione alla guida del Partito Conservatore.
Nel suo primo grande discorso politico si è impegnata a combattere l'evasione fiscale, attaccare coloro che preferiscono assumere all'estero piuttosto che formare persone britanniche, proteggere i servizi pubblici e intervenire nell'economia se il settore privato fallisce. Per La Croix, i termini usati sembrano essere usciti da un discorso laburista. Le rare misure menzionate sono proposte fatte nel 2010 dall'ex leader laburista Ed Miliband, quasi identificato come marxista dai Tories e dalla stampa di destra. Ma di fronte a un Labour che considera "diviso e distante" dalla popolazione, questa riappropriazione non sarà criticata. Al contrario, dovrebbe consentirle di attirare un numero di elettori centristi. Torsten Bell, del think tank indipendente Resolution Foundation, esprime profonda preoccupazione per la classe operaia con i suoi predecessori conservatori. Tuttavia May rimane economicamente liberale: non parla di una profonda riforma del capitalismo, né di un massiccio intervento statale nell'industria. La novità è che, a suo avviso, lo stato può far parte delle soluzioni, mentre era un problema agli occhi di Margaret Thatcher. Per Phillip Blond è una pre-Thatcher: "si riferisce al conservatorismo del suo lontano predecessore, Benjamin Disraeli, nel XIX secolo, che ha criticato il capitalismo e ha sostenuto l'intervento statale nell'economia".

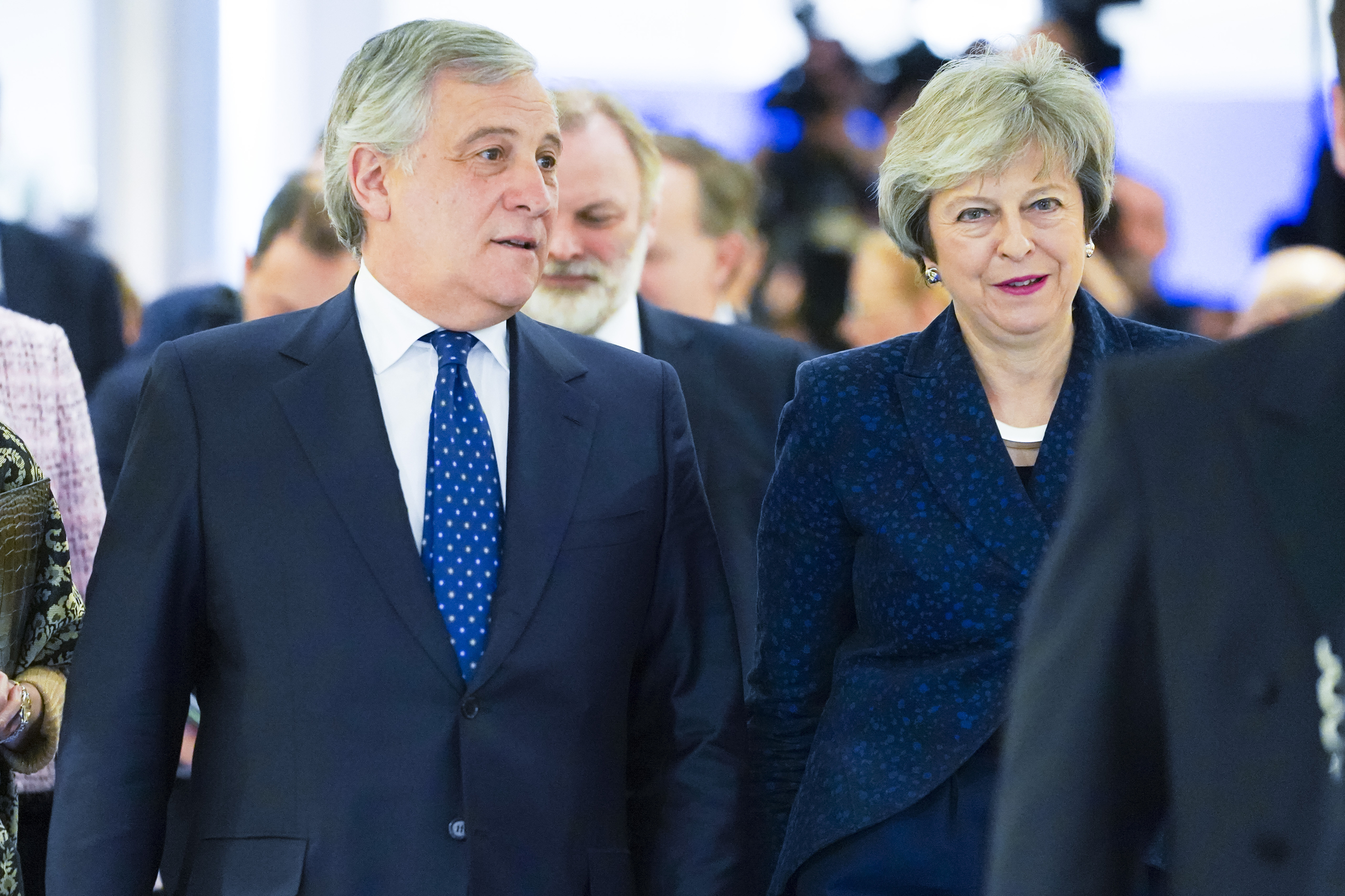
Theresa May a colloquio con il Presidente del Parlamento europeo Antonio Tajani nel 2019.

Sebbene si allontani dal conservatorismo liberale di Margaret Thatcher, Theresa May ha solo vagamente sostenuto la politica industriale. Inoltre non si unisce al "conservatorismo sociale" o al "toryismo rosso", come dimostra il perseguimento della politica di austerità del suo predecessore, la non riforma del National Health Service o l'abbandono del pagamento per i pasti dalle mense per gli studenti più poveri (pasti scolastici gratuiti). Per la ricercatrice Laetitia Strauch-Bonart, non scegliendo né il percorso di promozione della libera impresa né quello di un intervento statale intelligente, ha scontentato sia i liberali che i sostenitori dello Stato, a destra come a sinistra. "Non puoi liberarti facilmente dell'eredità del liberalismo thatcheriano se non hai niente da offrire". Theresa May alla fine rappresenta un conservatorismo meno popolare che un conservatorismo della classe media rurale - quella dell'Inghilterra centrale.

## Attivismo
Prima della sua promozione al governo, la May sostenne attivamente una varietà di campagne in problemi legislativi vari nel suo circondario elettorale e a livello nazionale. Tenne un discorso alla Fawcett Society per promuovere, in modo trasversale tra i partiti di destra e di sinistra, l'istanza della parità tra i sessi. Theresa May venne indicata come una delle «donne ispiratrici» del 2006.
La posizione della May nella campagna elettorale per il referendum sulla Brexit era molto tiepidamente a favore della permanenza del Regno Unito nell'Unione Europea.
In precedenza si era espressa in favore dell'abrogazione della legge britannica sui diritti umani (lo Human Rights Act 1998) derivata dalla convenzione europea dei diritti dell'uomo, un atto riconducibile al consiglio d'Europa.

## Vita privata

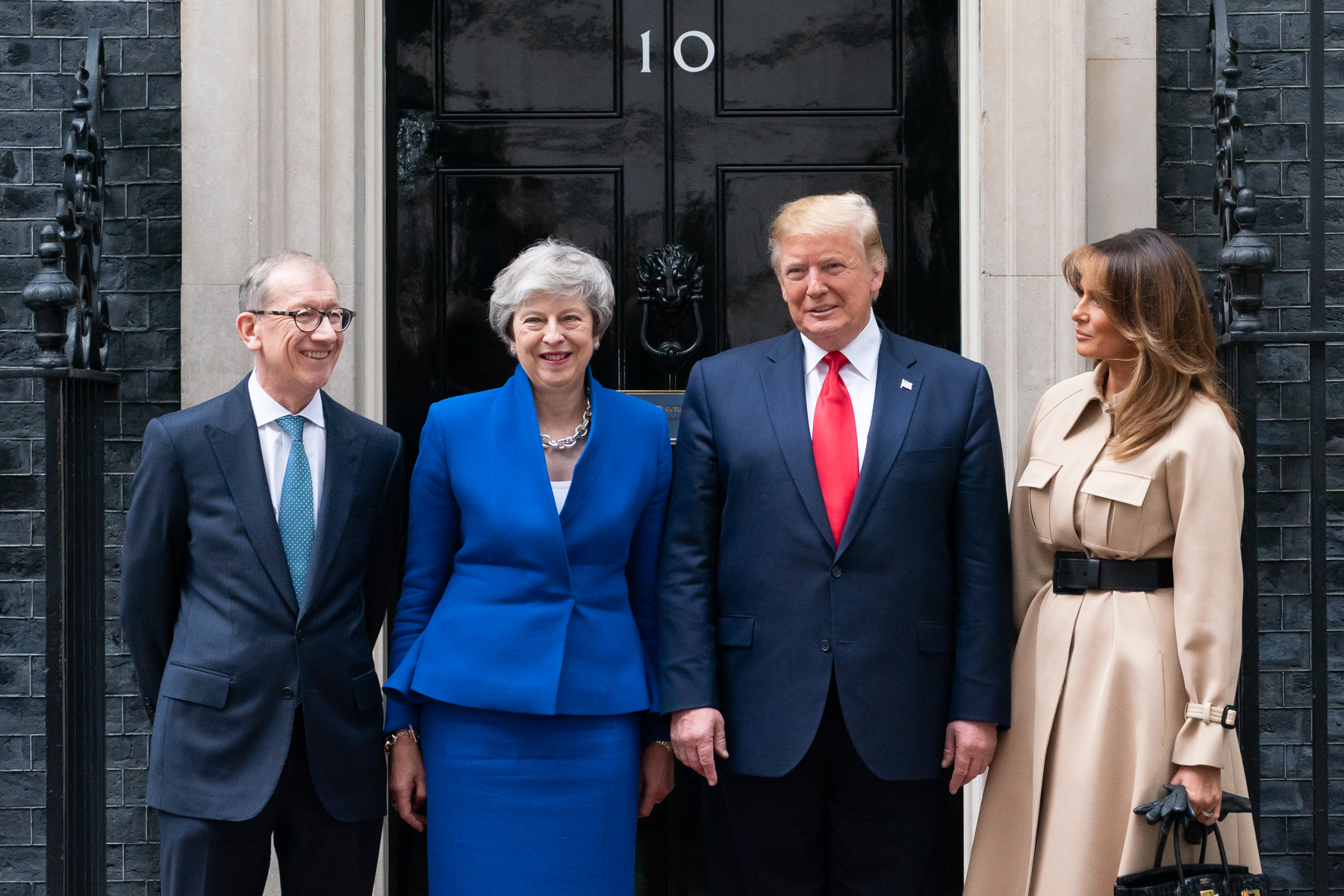
Theresa May e marito Philip in un incontro con il Presidente degli Stati Uniti Donald Trump e la First Lady Melania a 10 Downing Street.

Ha sposato Philip May, un manager di investimenti, il 6 settembre 1980. La coppia non ha figli.
Theresa May è un membro della Chiesa d'Inghilterra e una frequentatrice regolare della chiesa. Ha identificato la sua fede cristiana come parte integrante delle sue convinzioni fondamentali.

## Problemi di salute
Theresa May è affetta da diabete mellito di tipo 1.
Durante il suo mandato come leader del partito Tory e primo ministro, ha avuto frequenti problemi con la voce. May ha una voce che suona ripetutamente ruvida e rauca (disfonia).

## Riconoscimenti

Emblema dei Consiglieri privati.

- Dal 2005, ha portato il predicato Most Honorable come membro del Consiglio privato di sua maestà.
- Destinatario delle Chiavi della Città, viene poi nominata " Liveryman" della Venerable Company of Marketors.
- Ha parlato alla Fawcett Society dell'uguaglianza di genere e, nel 2006, è stata nominata inspiring Women dalla società.
- Nel 2013, Woman's Hour di BBC Radio 4 l'ha descritta come la seconda donna più potente del Regno Unito.
- Nel novembre 2014, ha ricevuto un dottorato honoris causa dalla World Sikh University.
- Nel settembre 2017, Forbes classifica Theresa May come la seconda donna più potente del mondo, dietro Angela Merkel.
- Il 30 agosto 2018, è stata nominata cittadina onoraria di Abuja, Nigeria.